# Illit (musikgrupp)
Illit (koreanska: 아일릿) är en sydkoreansk tjejgrupp bildad av Belift Lab. Gruppen består av fem medlemmar: Yunah, Minju, Moka, Wonhee och Iroha. Gruppen debuterade den 25 mars 2024 med EP:n Super Real Me. Deras debutlåt "Magnetic" nådde fyra Billboard-listor i USA. Illit blev också den första K-popgruppen att nå UK Official Singles, som nådde plats 80.
Illit är kända för lugn men ändå poppig musik.
Den 14 februari 2025 släppte Illit sin första japanska singel "Almond Chocolate", som inkluderades i soundtracket till den japanska live-actionfilmen It Takes More Than a Pretty Face to Fall in Love, baserad på mangan med samma namn. En koreansk version släpptes också.

## Diskografi

### EP
- Super Real Me (2024)
- I'll Like You (2024)
- Bomb (2025)

### Singlar
- Magnetic (2024)
- Cherish (My Love) (2024)
- Tick-Tack (2024)
- Almond Chocolate (2025)
- Do the Dance (2025)